# Catherine Skinner
Catherine Skinner (ur. 11 lutego 1990 r. w Mansfieldzie) – australijska strzelczyni specjalizująca się w trapie, złota medalistka olimpijska z Rio de Janeiro.

## Igrzyska olimpijskie
Na swoich pierwszych igrzyskach olimpijskich w 2016 roku zdobyła złoty medal w trapie. W finale pokonała Nowozelandkę Natalię Rooney.
| Igrzyska | Miejscowość    | Konkurencja | Kwalifikacje | Kwalifikacje | Półfinał | Półfinał | Finał | Finał   |
| Igrzyska | Miejscowość    | Konkurencja | Wynik        | Pozycja      | Wynik    | Pozycja  | Wynik | Pozycja |
| -------- | -------------- | ----------- | ------------ | ------------ | -------- | -------- | ----- | ------- |
| IO 2016  | Rio de Janeiro | Trap        | 67           | 6. Q         | 14       | 1. Q     | 12    | złoto   |